# Al final de cada día
Al final de cada día es el primer disco solista perteneciente al músico de rock argentino Lalo de los Santos. Fue editado en el año 1984 y producido por Litto Nebbia bajo el sello RCA. Este álbum fue un éxito de ventas y tuvo mucha difusión por la canción «Tema de Rosario»; que se convirtió en un clásico de  esa ciudad. Es considerada como un himno por los valores, tan personales pero a la vez tan emotivos, que allí se describen sobre la ciudad originaria del autor.

## Historia
Antes de que De los Santos iniciara su camino musical en solitario; había formado parte de la banda de Pablo el Enterrador, Juan Carlos Baglietto y comenzando su carrera solista, integraba la banda de acompañamiento de Silvina Garré como su bajista; en la que también participa como compositor y arreglador de algunas de sus canciones. De los Santos conoce a exlíder de Los Gatos, el cantante Litto Nebbia durante el conocido evento llamado "Rock Rosario '83"; cuya idea era reunir a artistas originarios de Rosario. Nebbia quedó muy impresionado por sus composiciones y el estilo de De Los Santos; que decidió producirle su primer trabajo discográfico. Para ese entonces, el autor de La balsa; presentó algunos de sus temas ante distintas grabadoras y en pocos días ya había propuestas concretas por parte de tres compañías, optándose al final por RCA. 
La placa incluye dos temas: «Mi primer retrato» de Fito Páez y «Silbándole a la luna» de Fabián Gallardo. El resto de las composiciones propias y dos temas autoría de Charly Bustos, músico, compositor y arreglador. También originario de la ciudad de Rosario.
Las canciones "Alguien se muere de amor" y "Al final de cada día" son composiciones de Charlie Bustos. (Letra y música). Lalo sugirió, algunas pequeñas modificaciones a la letra. Compartiendo una gran amistad.

Con sus veintiocho años, no podemos hablar del surgimiento de un artista al referirnos a De Los Santos, sino simplemente presentar a un músico sensible, expresivo, que fue puntal en muchas bandas y ahora disfruta del halago de tener su disco propio, ganado exclusivamente sobre la base de su calidad, algo que podrá comprobarse en cualquiera de sus próximas presentaciones.
 Daniel Lauría, Revista Pelo.

## Portada
La tapa del LP se ven dos imágenes del músico con una guitarra en todo un fondo gris; que solo resaltan el nombre del artista y del álbum en azul. La primera imagen es el autor mirando a la izquierda y la segunda mirando a la derecha en perfil.

## Lista de canciones
Todas las canciones escritas y compuestas por Lalo de los Santos y Charly Bustos excepto las que indiquen. 
| N.º | Título                     | Escritor(es)                      | Duración |  |
| 1.  | «Alguien se muere de amor» | Charlie Bustos/Lalo de los Santos | 03:53    |  |
| 2.  | «Mi primer retrato»        | Fito Páez                         | 04:44    |  |
| 3.  | «Reflexiones en Navidad»   | Lalo de los Santos                | 03:31    |  |
| 4.  | «Goldiania (con luna)»     | Lalo de los Santos                | 03:46    |  |
| 5.  | «Para la gente de barrio»  | Lalo de los Santos                | 04:52    |  |

| N.º   | Título                  | Escritor(es)                     | Duración |  |
| 1.    | «Tema de Rosario»       | Lalo de los Santos               | 05:38    |  |
| 2.    | «Silbándole a la luna»  | Fabián Gallardo                  | 02:15    |  |
| 3.    | «Al maestro con música» | Lalo de los Santos               | 05:36    |  |
| 4.    | «El kaiser»             | Lalo de los Santos               | 04:03    |  |
| 5.    | «Al final de cada día»  | Charly Bustos Lalo de los Santos | 03:22    |  |
| 41:26 |                         |                                  |          |  |

## Créditos
- Lalo de los Santos: Guitarra, bajo y voz.
- Charly Bustos: compositor, (letra y música) y coros.

Banda de apoyo:
- Teclados: Litto Nebbia y Claudio Carbone
- Batería: Oscar Moro, Daniel Wirtz y Norberto Minichilo
- Guitarras: Dino Durand y Ariel Pozzo
- Percusión: Claudio carbone y Alejandro del Prado
- Saxofón y Flauta: Bernardo Baraj
- Violín:  Roberto Domínguez Nevez
- Trompeta: Fats Fernández
- Fotografías: Héctor Alberto Sanguiliano (Sanyú)

## Invitados
En el disco, cabe destacar la participación de artistas originarios de Rosario como: Litto Nebbia, Silvina Garré, Rubén Juárez, Fats Fernández, Chango Farias Gómez, Rubén Goldín, Adrián Abonizio, Charly Bustos y varios artistas más.  